# Four Color
Four Color est le nom de deux séries de comics publiées par Dell Comics, en collaboration avec Western Publishing qui possède les licences sur de nombreux personnages, de 1939 à 1962. De par sa longévité et les bandes dessinées qu'elle a abritées, cette revue est un témoin des succès du grand et petit écran, dans la mesure où nombre de ces succès furent justement adaptés en bandes dessinées par Western Publishing et diffusés par Dell Comics.

## Historique de la publication
En 1938 Dell Comics établit un accord avec Western Publishing, une société qu possède les droits de nombreux personnages. Western s'occupe de l'adaptation en comics des personnages dont il détient les droits et Dell prend en charge l'aspect financier et la distribution des comics. Cela débouche sur la création de nombreux comics comme Walt Disney's Comics and Stories et Looney Tunes & Merrie Melodies Comics consacré aux héros de la Warner Bros.. En 1939 commence la publication de Four Color Comics. Cette revue ne suit pas les aventures d'un héros particulier mais propose à chaque numéro des histoires complètes d'un personnage. Cette anthologie permet à l'éditeur de tester les héros et de créer un comics qui leur est dédié si le succès dans Four Color est au rendez-vous.

## La première série (1939-1942)
La parution de cette série est totalement erratique, son prix est modique (10 cents) est identique à celui des autres comics de l'époque. Au début, les bandes retenues ne sont qu’un remontage des strips quotidiens ou des pages dominicales. Mais les choses évoluent très rapidement et bientôt des bandes tout à fait inédites sont publiées. La première série dure un peu plus de 2 ans et compte 25 numéros. Dick Tracy, grande vedette des comics d’alors, et les personnages de Walt Disney se taillent la part du lion avec 4 numéros chacun.
Dell publie déjà Walt Disney's Comics and Stories, mais des épisodes mettant en scène les personnages de Disney se trouvent aussi dans les numéros 4, 13, 16 et 17.
| N° | Date           | Licence     | Contenu                               | Nombre de pages | Remarques |
| -- | -------------- | ----------- | ------------------------------------- | --------------- | --- |
| 1  | septembre 1939 |             | Dick Tracy                            | 68              | Dick Tracy est une bande quotidienne d'aventures policières créée par Chester Gould en 1931 |
| 2  | novembre 1939  |             | Don Winslow of the Navy               | ?               | Don Winslow of the Navy est un héros d'un comics d'aventure créé en 1934 pour Bell Syndicate par Frank V. Martinek. |
| 3  | janvier 1940   |             | Myra North                            | 68              | |
| 4  | février 1940   | Walt Disney | Donald Duck                           | 64              | 67 planches de bandes quotidiennes remontées pour le format comic book (Scénario : Bob Karp; Dessins : Al Taliaferro). |
| 5  | mars 1940      |             | Smilin’ Jack                          | 68              | Smilin’ Jack, créé en 1933 dans le Chicago Tribune, raconte les aventures humoristiques d'un aviateur; il est publié dans les pages des quotidiens jusqu'en 1973. |
| 6  | avril 1940     |             | Dick Tracy                            | 68              | |
| 7  | mai 1940       |             | Gang Busters                          | 68              | L'émergence de la mafia durant la prohibition met à la mode le monde de la mafia et plus généralement des gangsters. Gang Busters est une des premières bandes dessinées du genre. |
| 8  | juin 1940      |             | Dick Tracy                            | 68              | |
| 9  | juillet 1940   |             | Terry et les Pirates                  | 68              | Terry et les Pirates est créé en 1934 par Milton Caniff. |
| 10 | août 1940      |             | Smilin' Jack                          | 68              | |
| 11 | septembre 1940 |             | Smitty                                | 68              | Smitty, créé en 1922, est publié sans discontinuité jusqu'en 1973. |
| 12 | octobre 1940   |             | Little Orphan Annie                   | 68              | Le personnage de Little Orphan Annie a été créé en 1924. |
| 13 | janvier 1941   | Walt Disney | Reluctant Dragon                      | ?               | 1. The Reluctant Dragon (Le Dragon récalcitrant) - 31 planches d'après le long métrage d'animation / Dessins : Irving Tripp 2. Baby Weems - 11 planches Dessins : Irving Tripp 3. Mickey Mouse: The Sorcerer's Apprentice (L'Apprenti Sorcier) adaptation d'un épisode du film de Fantasia (1940). 4. Donald Duck: Old MacDonald Duck - 6 planches sans doute dues à Jack Hannah. 5. Goofy: How To Ride A Horse - 6 planches d'une histoire de Dingo. Adaptation d'un des épisodes du film Le Dragon récalcitrant. |
| 14 | mars 1941      |             | Moon Mullins                          | 68              | |
| 15 | juin 1941      |             | Tillie the Toiler                     | 68              | Tillie the Toiler, créée par Russ Westover, est publiée de 1921 à 1959. |
| 16 | septembre 1941 | Walt Disney | Mickey Mouse Outwits the Phantom Blot | 68              | 67 planches de bandes quotidiennes publiées du 20 mai 1939 au 9 septembre 1939 par King Feature Syndicate (en) (Scénario : Floyd Gottfredson et Merrill de Maris; Dessins : Floyd Gottfredson). |
| 17 | octobre 1941   | Walt Disney | Dumbo the Flying Elephant             | ?               | 1. Stealing Food - 1 planche tirée du Silly Symphony Sunday extrait d'une page dominicale en couleurs diffusée par King Features Syndicate du 19 novembre 1939. 2. Dumbo of the Circus - 39 planches. Adaptation du film Dumbo par Irving Tripp. 3. Meat Hiding - 1 planche tirée du Silly Symphony Sunday du 5 mars 1939. 4. Avoid the Rain - 1 planche tirée du Silly Symphony Sunday du 18 juin 1939. 5. The Brave Little Tailor (Le brave petit tailleur) -14 planches adaptation du court métrage de 9 minutes de 1938. 6. The Village Smithy - 6 planches. Une aventure de Donald. 7. House Moving - 1 planche tirée de Mickey Mouse Sunday (King Features Syndicate) du 1er janvier 1939. 8. The Wheel Chair - 1 planche avec Pluto comme héros. 9. Dangerous Garbage Can - 1 planche avec Pluto comme héros. Reprise du Silly Symphony Sunday du 4 juin 1939. 10. Herring Smell - 1 planche avec Pluto comme héros. Reprise du Silly Symphony Sunday du 12 novembre 1939. |
| 18 | juin 1941      |             | Jiggs and Maggie: Bringing Up Father  | 68              | La Famille Illico (version française de Jiggs and Maggie) apparaît dans ce seul numéro de cette série. |
| 19 | juin 1941      |             | Barney Google and Snuffy Smith        | 68              | |
| 20 | juin 1941      |             | Tiny Tim                              | 68              | |
| 21 | juin 1941      |             | Dick Tracy                            | 68              | |
| 22 | janvier 1941   |             | Don Winslow of the Navy               | 68              | |
| 23 | juin 1941      |             | Gang Busters                          | 68              | |
| 24 | juin 1941      |             | Captain Easy                          | 68              | |
| 25 | janvier 1942   |             | Popeye                                | 68              | Popeye a été créé par E. C. Segar en 1929. |

## La deuxième série (1942-1962)
Après une première série qui dure jusqu'au numéro 25, une seconde série prend le relais pour près de 1400 numéros.
Jusqu’à l’orée des années 1950, les personnages de dessins animés se taillent la part du lion. Ceux de Walt Disney bien sûr, mais pas seulement. On trouve ainsi Andy Panda de Walter Lantz, mais aussi Porky Pig, Bugs Bunny, Popeye, Félix le Chat…
L’arrivée de la télévision dans les foyers américains modifie quelque peu la donne. Dell est réellement le premier à comprendre la formidable caisse de résonance que peut être la télévision.
Plus de 200 numéros (15 %) sont ainsi des adaptations de séries TV et ces nombres ne tiennent pas compte des dessins animés qu’on retrouve également au cinéma. Les dessins animés de court et long métrage pèsent justement un peu moins de 400 numéros (30 %). Si on rajoute les quelque 140 films (environ) et les personnages provenant du grand écran comme Buck Jones, Roy Rogers ou Johnny Mack Brown on obtient 60 % des numéros. C’est peu dire que ces personnages sont connus des jeunes lecteurs américains de l’époque. Dell n'a pas besoin "d'installer" ces héros puisqu'ils sont déjà présents sur le grand et petit écrans et parfois aussi sur les daily strips et autres sunday pages des quotidiens.
Quant aux autres héros populaires, rares sont ceux qui manquent à l’appel, hormis évidemment les personnages créés chez DC. On retrouve ainsi John Carter, Tarzan, Mandrake, Steve Canyon, Turok, Flash Gordon, Dick Tracy…
Four Color sert ainsi de ban d’essai. Les vedettes se vendant le mieux se verront un peu plus tard gratifiées d’une revue à leur marque. De même les héros dont la série ne marche plus aussi fort réintègrent la collection. Grâce à cette politique, Dell Comics va largement dominer le marché des comics pendant toutes les années 1950. Cette réussite va néanmoins entraîner une scission entre Dell Publishing et Western Publishing associés dans l’affaire. Western ne voit pas très bien l'intérêt de partager les bénéfices et lance Gold Key en reprenant les mêmes recettes que Dell. Ceci marque la fin de Four Color qui s’arrête en 1962 après plus de 1300 numéros. Un comput précis est cependant assez délicat car certains numéros n'ont jamais été édités (du #1314 au 1327 par exemple) tandis que dans la même période des numéros sont sortis sans aucun numéro (à titre d'exemple c'est le cas pour deux numéros de la série TV des Incorruptibles). Certains chercheurs rattachent ces "numéros errants" à Four Color, d'autres pas; enfin, les derniers numéros sont sortis dans un désordre total, à titre d'exemple le #1301 a été publié avant le #1294. Officiellement en tout cas, la série s'arrête au #1354.
Mais le monde des comics a changé et Dell et Western sortent affaiblis de cette séparation. Les jours de l’un et l’autre sont désormais comptés. Dell Comics se traînera jusqu'en 1973 mais sans le lustre d’antan. Gold Key après un départ tonitruant végétera une bonne partie des années 1970 dans un rôle de suiveur et non plus de leader. Il jettera définitivement l’éponge en 1984.

### Séries TV
Comme indiqué plus haut les adaptations de séries TV constituent la partie la plus importante de Four Color. Quasiment toutes les séries à succès de l'époque ont eu droit à au moins un numéro dans la revue. Si l'on se réfère à la douzaine d'années où la télévision s'installe dans les foyers américains en parallèle avec l'existence de Four Color on compte un peu plus de 210 numéros séries TV. Et encore ce chiffre ne concerne que les séries avec acteurs et omet les dessins animés. Ce listage ne tient pas compte non plus de personnages comme Gene Autry, Roy Rogers ou encore The Lone Ranger grands pourvoyeurs de numéros et qui avaient déjà un fort vécu avant de devenir aussi des vedettes du petit écran.
Voici la liste des séries/comics référencés dans l'article détaillé.

#### Western
- Annie Oakley
- Bat Masterson
- Bill Elliott
- Bonanza
- Boots and Saddle
- Brave Eagle
- Buckskin
- Buffalo Bill Jr
- Cheyenne
- Colt .45
- Davy Crockett (Walt Disney)
- The Deputy
- Frontier Doctor
- The Gray Ghost
- Gunsmoke
- Guslinger
- Have Gun, Will Travel
- Jace Pearson of the Texas Rangers
- Jim Bowie
- Johnny Ringo
- Laramie
- The Lawman
- MacKenzie's Raiders
- Maverick
- The Range Rider
- Rawhide
- The Rebel
- Restless Gun
- The Rifleman
- The Texan
- Rin Tin Tin
- Shotgun Slade
- Steve Donovan
- Sugarfoot
- Sundance
- Tales of Wells Fargo
- Texas John Slaughter (Walt Disney)
- Tombstone Territory
- Wagon Train (La Grande Caravane)
- Wanted Dead or Alive (Au Nom de la Loi)
- Wyatt Earp
- Zorro (Walt Disney)

#### Séries Policières
- Sunset Strip
- 87th Precinct
- Target : The Corruptors
- The Detective
- Peter Gunn
- The Untouchables (Les Incorruptibles)

#### Aventures
- 77th Bengal Lancers
- Adventures in Paradise (Aventures dans les Iles)
- Andy Burnett (Walt Disney)
- The Aquanauts
- Circus Boy
- Danger Man (Destination Danger)
- Fury
- Ripcord (Les Hommes volants)
- Sea Hunt
- Super Circus
- The Swamp Fox (Walt Disney)
- Troubleshooters
- Voyage to the Bottom of the Ocean (Voyage au Fond des Mers)
- Whirlybirds

#### Humour
- Andy Griffith
- Bachelor Father
- Captain Kangaroo
- Car 54
- The Danny Thomas Show
- Hennesey
- Leave It To Beaver
- The Life of Riley
- Margie
- Mr Ed
- The Real McCoys

#### Autres Séries TV de Walt Disney
- Hardy Boys
- Spin & Marty
- Divers autres

#### Séries TV (divers)
- Casey Jones
- Men Into Space
- Dr Kildare

### Films – Longs métrages (hors animation)
Dans cette section aussi les productions Walt Disney ont une part importante (plus de 30 %), ce qui ne correspond pas bien sûr au poids de la cette société dans la production américaine, mais reflète davantage sa notoriété en matière de films familiaux.
À noter que le premier film étranger répertorié est celui de Jean Delannoy, Notre-Dame de Paris (#845), c'est d'ailleurs le seul film français. Les seuls autres films étrangers sont italiens. Il s'agit de peplums (# 1006 et 1021) et de films d'aventures : Capitaine Morgan (#1227), le Voleur de Bagdad (#1229) et les 1001 Nuits (#1255). Sinon tout le reste porte la bannière étoilée.

#### Aventures
- # 537 (Stormy - Walt Disney), 609 (La Revanche de Pablito - Walt Disney), 614 (20.000 lieues sous les mers -Walt Disney), 717 (Moby Dick), 762 (Opération Requins), 784 (Le Tour du monde en quatre-vingts jours), 790 (L'Aigle Vole au Soleil), 831 (No Sleep Till Dawn), 845 (L'Oasis des tempêtes), 869 (Fidèle Vagabond -Walt Disney), 972 (Tom Pouce), 1060 (Voyage au Centre de la Terre); 1085 (The Time Machine), 1092 (Toby Tyler - Walt Disney), 1114 (Huckleberry Finn), 1145 (Le Monde Perdu), 1157 (Le Maître du monde) 1158 (Les Voyages de Gulliver), 1213 (L'île Mystérieuse), 1226 (Nomades du Nord - Walt Disney), 1232 (La Doublure du Général), 1313 (Un pilote dans la Lune - Walt Disney).

#### Comédies
- 681 (Son ange gardien), 914 (Deux Farfelus au Régiment), 985 (Quelle vie de chien ! - Walt Disney), 1049 (Tiens bon la barre, matelot), 1176 (Dondi), 1199 (Monte là-d'ssus -Walt Disney), 1251 (Everything's Ducky).
- Les 3 Stooges : 1043, 1078, 1127, 1170, 1187,

#### Chevalerie (Films de)
- #413 (Robin des Bois - Walt Disney), 505 (La Rose et l'Epée - Walt Disney),540 (Les Chevaliers de la Table Ronde),567 (Prince Vaillant), 588 (Crusaders), 669 (reprise du #413 - Robin des Bois), 672 (Quentin Durward), 682 (reprise du #505 sous le titre When Knighthood was in Flower - Walt Disney), 775 (Sir Lancelot & Brian), 854 (Notre-Dame de Paris), 910 (Les Vikings), 1118 (The Sword and the Dragon), 1259 (Le Cid).

#### De Cape et d'Epée (Films de)
- # 544 (Echec au roi - Walt Disney), 624 (L'île au Trésor - Walt Disney), 644 (Sir Walter Raleigh), 690 (The Conqueror), 800 (The Buccaneer), 824 (Orgueil et Passion), 874 (Old Ironside -Walt Disney), 944 (Le 7e Voyage de Sinbad), 1101 (L'enlèvement de David Balfour - Walt Disney), 1007 (John Paul Jones), 1117 (The Boy and the Pirates), 1156 (Les Robinsons des mers du Sud - Walt Disney), 1227 (Capitaine Morgan), 1255 (Les 1001 Nuits)

#### Documentaires
- #625 (Walt Disney), 665 (Walt Disney), 700 (Walt Disney), 727 (Walt Disney), 749 (Walt Disney), 758 (Walt Disney), 836 (Walt Disney), 842 (Walt Disney), 943 (Walt Disney), 949, 1001, 1136 (Walt Disney)

#### Peplums
- #684 (Hélène de Troie), 688 (Alexandre le Grand), 1006 (Les 12 Travaux d'Hercule), 1052 (Ben-Hur), 1070 (Salomon et la Reine de Saba), 1121 (Hercule et la Reine de Lydie), 1139 (Spartacus), 1144 (The Story of Ruth), 1188 (Atlantis, Terre engloutie), 1205 (David et Goliath), 1236 (Le Roi des rois).

#### Science Fiction
- # 1148 (I Aim At the Stars), 1234 (The Phantom Planet), 1328 (The Underwater City).

#### Westerns
- #610 (L'Aigle Solitaire), 678 (La Dernière Chasse), 687 (La Rivière de nos amours), 709 (La Prisonnière du désert), 712 (L'infernale poursuite - Walt Disney), 723 (Santiago), 738 (Sur la piste de l'Oregon - Walt Disney), 741 (The Fatest Gun Alive), 757 (Jesse James), 812 (The Big Land), 815 (Dragon Wells Massacre), 820 (The Oklahoman), 821 (Wringle Wrangle - Walt Disney), 846 (Gun Glory), 884 (Hawkeye), 891 (Lueur dans la forêt -Walt Disney), 913 (Le Gaucher), 925 (Duel dans la Sierra), 946 (Les Grands Espaces), 966 (Tonka, cheval sauvage - Walt Disney), 1012 (Le Dernier Train pour Gun Hill), 1018 (Rio Bravo), 1048 (Les Cavaliers), 1056 (Le Géant du Grand Nord), 1155 (Le Grand Sam), 1178 (Les Dix Audacieux - Walt Disney), 1300 (Les Comancheros), 1350 (reprise du #966).

#### Divers
- 773 (Les clameurs se sont tues), 847 (Perri -Walt Disney), 851 (The Story of Mankind), 1024 (Darby O'Gill - Walt Disney), 1036 (The Big Circus), 1069 (The FBI Story), 11105 (Oh Susanna), 1129 (Pollyanna -Walt Disney), 1189 (Bobby des Greyfriars - Walt Disney), 1195 (Le Grand National), 1210 (La Fiancée de Papa -Walt Disney), 1233 (Tammy, Tell me True), 1250 (Les 4 Cavaliers de l'Apocalypse), 1303 (Lad, A Dog), 1312 (Le Grand National, histoires connexes au film).

### Aventures policières

#### Dick Tracy
- # 34, 56, 96, 133, 163,

#### Gangbusters
Voir commentaires plus haut.
- # 24

### Humour

#### Albert and Pogo – bande animalière d’humour
- # 105, 148,

#### Alley Oop
Alley Oop est un homme préhistorique projeté dans le monde moderne. Par la suite, il voyagera également dans le temps.
- # 2,

#### Beetle Bailey
Créé sous forme de strips quotidiens Beetle Bailey conte les mésaventures d'un groupe de GIs.
- # 469, 521, 552, 622,

#### Bringing Up Father (La Famille Illico)
- # 37

#### The Brownies
- # 192, 293, 337, 365, 398, 436, 482, 522, 605

#### Doppie Dripple and Taffy
- # 646, 691, 718, 746, 801, 903,

#### Francis
- # 465, 501, 547, 579, 621, 655, 710, 745, 810, 863, 956, 953, 991

#### Henry
- # 122, 155

#### Little King (Le Petit Roi)
Bande dessinée d'humour, assez souvent sans texte, sous forme de strips ou en planche unique.
- # 494, 597, 677

#### Little Lulu
- # 74, 97, 110, 115, 120, 131, 139, 158, 165

#### Little Rascals
- # 674, 778, 825, 884, 936, 974, 1030, 1079, 1137, 1174, 1224, 1297

#### Smilin’ Jack
- # 4, 14, 36, 58, 80, 149

#### Smitty
- # 6, 32, 65, 99, 138

#### Tillie the Toiler
- # 8, 22, 55, 89, 132, 150, 176, 184, 213, 237

#### Tubby
Tubby est l'un des personnages, au départ secondaire, de la série Little Lulu (voir supra) mais que sa popularité amène à avoir ses propres aventures.
- # 381, 430, 444, 461

### Dessins animés
176 numéros et 23 personnages/séries.
Pour mémoires voici les séries/comics référencés dans l'article détaillé.
Félix, le Chat
Hanna-Barbera
- Huckleberry Hound (Roquet Belles Oreilles)

Ce chien bleu est l'un des premiers personnages créés par le studio Hanna-Barbera.
- Pixie and Dixie and Mr Jinks

Egalement une des premières créations (1958-1961) des studios Hanna-Barbera pour la télévision. La série fait penser aux légendaires Tom et Jerry, à ceci près qu'il y a cette fois deux souris, Pixie et Dixie.
- Ruff & Reddy

Ce chien et ce chat sont la première série TV d'Hanna-Barbera présente sur le petit écran dès décembre 1957.
- Spike & Tyke

- Yogi Bear[12] (Yogi l'ours)

Looney Tunes
- Beep Beep (Bip Bip et Coyote)
- Bugs Bunny
- Daffy Duck

Il s'agit du fameux canard noir aussi irascible qu'imprévisible.
- Elmer Fudd

Elmer Fudd est le chasseur chauve qui tient à inclure Daffy Duck et Bugs Bunny à son tableau de chasse.
- Mouse Museketeers

Il s'agit des aventures de Tom et Jerry en tant que Mousquetaires du Roi.
- Porky Pig

Le fameux petit cochon des Looney Tunes apparu en 1935.
- Speedy Gonzales

La petite souris mexicaine créée en 1953
- Tom & Jerry
- Tweety & Sylvester (Titi et Grosminet)

Mr Magoo
Le plus célèbre myope des cartoons américains, présent depuis 1949.
Popeye
D'abord un comic strip (1919) puis un cartoon (1933).
Terrytoons
Un studio d'animation secondaire actif de 1928 à 1938 avec quelques réussites à son actif.
- Deputy Dawg (Terrytoons)

Rocky and his Friends
Walter Lantz
L'un des plus fameux animateurs de cartoons (1899-1994).
- Andy Panda (Walter Lantz)
- Chilly Willy (Walter Lantz)
- Space Mouse (Walter Lantz)
- Woody Woodpecker (Walter Lantz)

### Dessins animés Walt Disney
205 numéros soit environ 15 % du total des numéros. 

Voici les personnages présents dans l'article détaillé.

Famille Duck
- Daisy Duck
- Donald Duck
- Duck Album
- Grand Ma Duck
- Uncle Scrooge (Oncle Picsou)

Famille Mickey Mouse
- Mickey Mouse
- Goofy (Dingo)
- Gyro Gearloose (Géo Trouvetou)
- Pluto

Autres personnages de courts métrages
- Big Bad Wolf (Grand méchant loup)
- Bongo & Lumpjaw
- Chip ‘n Dale (Tic et Tac)
- Jiminy Cricket
- Little Hiawatha
- Oswald the Rabbit
- Walt Disney – autres courts métrages d’animation

Personnages de Longs métrages
- Bambi (Film et personnages)
- La Belle et le Clochard (Film et personnages)
- Dumbo (Film)
- Peter Pan (Film et personnages)
- Uncle Remus and his Tales of Brer Rabbit (Basile et Boniface)
- Walt Disney (autres longs métrages d’animation)

Walt Disney – divers

### AVENTURES

#### Jungle Jim
- # 490, 565, 1020,

#### Kona, Monarch of Monster Isle
- # 1256

#### Little Orphan Annie
- # 18, 52, 76, 106, 146, 152, 206,

#### Little People
- # 485, 573, 633, 690, 753, 809, 868, 908,

#### Mowgli
- # 487 (juin 1953)

Rudyard Kipling's Mowgli -34 planches (Adaptaton : Paul S. Newman / Dessin : Morris Gollub).
Adaptation tirées des histoires Mowgli's Brothers et Kaa's Hunting (1894).
- # 582 (août 1954)

Mowgli and Shere Khan -17 planches (Dessin : Morris Gollub)
Letting in the Jungle -17 planches (Dessin : Morris Gollub)
- # 620 (avril 1955)

Mowgli and Red Dog -17 planches (Dessin : Morris Gollub)
Mowgli and the King's Ankus -17 planches (Dessin : Morris Gollub)

#### Prince Valiant
À noter que le premier numéro consacré au héros est l'adaptation du film de 1954.
- # 567, 650, 699, 719, 788, 849, 900

#### Rusty Riley
- # 418, 451, 486, 554,

#### Steve Canyon
- # 519, 578, 641, 737, 804, 939, 1033,

#### Tarzan
- # 134, 161,

#### Terry et les Pirates
- # 44, 101,

#### Turok, Son of Stone
- # 596, 656,

### Science fiction
La science-fiction est incontestablement le parent pauvre de cette collection. Si l'on exclut les numéros "documentaires", on trouve moins de 20 numéros de ce genre pourtant largement exploité tant dans les pulps qu'au cinéma.
Qui plus est alors que la SF peut être multiforme, les bandes publiées relèvent toute de la catégorie space opera, laquelle était il est vrai la plus en vogue à l'époque. Bref, la rencontre entre Dell et la science-fiction ne s'est pas vraiment faite, en tout cas pas dans la revue Four Color.

#### Flash Gordon
- # 10, 84, 173, 190, 204, 247, 424, 512,

#### John Carter of Mars
- # 375, 437, 488

#### Space Man
- # 1253

#### Tom Corbett, Space Cadet
- # 378, 400, 421

### Western
Près de 150 numéros.
Voici pour mémoire la liste des séries référencées.
- Ben Bowie and his Mountain Men

- Buck Jones
- The Cisco Kid
- Gene Autry

- Indian Chief / The Chief
- Indian Fighter
- Johnny Mack Brown
- King of the Royal Mounted

- Lone Ranger (Univers)

Lone Ranger
Silver
Tonto
- Luke Short
- Sergeant Preston of the Yukon

- Red Ryder (Univers)

Red Ryder
Little Beaver
- Roy Rogers

- Silvertip
- Tales of the Pony Express
- Western Marshall (Dan Mitchell)
- Zane Grey
- Zorro (hors série TV)

### ENFANTS

#### Fairy Tale Parade – contes en bandes dessinées
- # 50, 69, 87, 104, 114, 121,

#### Frosty – enfants
Frosty ou les (més)aventures d'un bonhomme de neige. Une série d'humour destinée aux plus jeunes.
- # 359, 435, 514, 601, 608, 637, 661, 731, 748, 789, 861, 950, 1061, 1153, 1272,

#### Mother Goose – contes en bandes dessinées
L'univers des Contes de la Mère l'Oye.
- # 41, 59, 68, 90, 103, 126, 140, 172, 185, 201, 220, 253,

#### Santa Claus Funnies– enfants
Les aventures du Père Noël sont plutôt destinées aux plus jeunes. Cela étant d'autres personnages apparaissent dans ces différents numéros.
- # 61, 91, 128, 175, 205, 254, 302, 361, 525, 607, 666, 756, 867, 958, 1063, 1154, 1274

#### Smokey Bear – bande animalière
Créé au départ pour prévenir les feux de forêt, Smokey Bear est rapidement devenu un personnage apprécié des petits et des grands, d'où sa présence dans Four Color.
- # 653, 708, 754, 818, 932, 1016, 1214[19]

#### Uncle Wiggily – bande animalière d’humour
- # 179, 221, 276, 320, 349, 391, 428, 503, 543

### DIVERS

#### Ricky Nelson
Ricky Nelson était un chanteur de country particulièrement populaire auprès des teen agers à la fin des années 1950. Sa notoriété l'amena à tourner quelques films pour Hollywood dont Rio Bravo d'Howard Hawks. Dell ne pouvait ignorer pareil engouement de son public et en fit un héros de bande dessinée.
- # 958, 998, 1115, 1192

#### The Lennon Sisters
The Lennon Sisters étaient un groupe musical composé au départ de 4 sœurs.
- # 951 -novembre 1958

1. The Lennon Sisters' Life Story -29 planches

Scénario : ? Dessins : Alex Toth
- # 1014 -juillet 1959

2. The Lennon Sisters and the Mystery of Lonesome Farm -32 planches
Scénario :Paul S. Newman Dessins : Alex Toth

## Intérêts et limites de la collection
Historiquement et pour sans doute longtemps encore, Four Color est la seule revue de comics à avoir dépassé les 1300 numéros. Si Action Comics ou Detective Comics ont duré plus longtemps leur numérotation s'arrête à 903 et 877.
Mais le nombre des numéros n'est pas le seul point notable de Four Color. La masse de planches publiées est également phénoménale. Dans les années 1930, le magazine publie à chaque numéro environ 70 pages de BD, tandis que ses concurrentes immédiates tournent autour de 60. Avec le temps le nombre va bien sûr diminuer; mais même sur la fin Four Color propose plus de 30 planches par numéro alors que ses rivales s'arrêtent à 22 voire 24 planches.
Enfin la collection n'est pas dédiée à un seul héros, loin de là même. Four Color est un vaste panorama de la production américaine sur un quart de siècle. À peu près tous les genres se sont retrouvés dans la revue à (presque) une exception près : les super-héros.
Assez curieusement il faut attendre la publication de Brain Boy (#1330 -avril 1962) pour voir le premier personnage doté de super-pouvoirs. La chose se comprend finalement assez aisément. Les grands pourvoyeurs de super-héros étaient DC Comics et Atlas Comics (l'ancêtre de Marvel) ne tenaient pas à se défaire même momentanément de leurs vedettes.
All-American Publications qui avait dans son écurie des vedettes comme Hawkman ou Wonder Woman était trop liée à DC pour "louer" ses personnages à Dell.
Quant aux autres super-héros disponibles sur le marché, la plupart étaient en perte de vitesse. Dell auraient certes pu en créer dans les années 1940 et 50. mais la création de personnages n'entrait pas vraiment dans la politique de Dell.
Si nombre de héros de BD sont bien apparus pour la première fois chez Dell et particulièrement dans Four Color, il s'agit presque toujours d'adaptations de personnages existant au cinéma (Jiminy Crickett par exemple), à la télévision (Davy Crockett par exemple) ou dans des romans (cas de Tom Corbett Space Cadet par exemple). Il y a bien sûr quelques exceptions comme Brothers of the Spear et bien sûr Turok, son of stone, ce n'est vraiment que vers la fin de son association avec Western Publishing que Dell va être frappé de boulimie créative mais il était sans doute trop tard pour installer des héros durables, aptes à remplacer les séries qui basculaient chez Gold Key.
Les numéros à connotation policière, sans être inexistants, sont également assez peu nombreux et noyés dans la masse. La science-fiction n'est pas vraiment beaucoup plus présente. Outre Tom Corbett déjà cité, on remarque assez fugacement Flash Gordon et, plus rare encore, Buck Rogers. D'ailleurs d'une manière générale Dell publiera peu de science-fiction et, quand il le fera ce sera tardivement. Flying Saucers commence en 1967, Au Delà du Réel débute un peu plus tôt et dure un peu plus longtemps (1964-1969). Seul Space Man dure un peu plus longtemps (1962-1972) mais c'est uniquement dû à une rupture de 8 ans (!) entre le #8 (mars 1964) et le #9 (juillet 1972).
Enfin nombre de grands auteurs sont passés dans cette revue. Chez les dessinateurs on remarquera les talentueux Russ Manning, Alex Toth, John Buscema, Gil Kane, Milton Caniff, etc. Néanmoins la plupart d'entre eux n'y ont fait qu'un passage et pas une carrière. Les seuls qu'on retrouve au fil des années ne sont pas les dessinateurs les plus doués.
Même chose pour les scénaristes où l'inventivité et la créativité ne sont pas la marque de fabrique de la revue. On cherche, en revanche, une efficacité en appliquant des règles narratives simples mais qui ont fait leurs preuves.
Dernier point enfin qui n'est pas le moindre, Four Color fut également une pouponnière où purent s'installer tranquillement des séries avant qu'elles ne volent de leurs propres ailes. Ce fut également un refuge pour le cas contraire où, quand des revues avaient moins de succès, elles pouvaient essayer de retrouver une nouvelle vigueur dans la collection (cas de Johnny MakBrown par exemple qui commence dans Four Color, acquiert son indépendance et finit dans Four Color).